# Cardrona
Cardrona är en by i Scottish Borders i Skottland. Byn är belägen 34,2 km 
från Edinburgh. Orten har 910 invånare (2016).